# 东泉路街道
东泉路街道是中华人民共和国新疆维吾尔自治区乌鲁木齐市天山区下辖的一个街道办事处。

## 行政区划
东泉路街道下辖以下村级行政区划单位：
翠泉南路社区、翠泉北路社区、东泉路中社区、天府社区、翠泉中社区、碱泉一街南社区、翠泉路西社区。